# 谢鹏飞
谢鹏飞（1993年6月29日—），是一名中国足球运动员，现效力中国足球超级联赛球队上海申花，司职中场。

## 俱乐部生涯
谢鹏飞在贵阳实验二小开始接触足球，2001年转投深圳盐田体校，2006年加盟浙江绿城青训体系，曾担任杭州绿城U17青年队队长。2010年10月，谢鹏飞和刘彬彬、张琪一起被中国足协公派到法乙球队梅斯留学一年。 2011年7月，培训归来的谢鹏飞加入由杭州绿城梯队组建的温州葆隆队参加2011年中国足球乙级联赛。9月20日，谢鹏飞射进他职业生涯的首个联赛进球，帮助温州葆隆主场2比1击败重庆FC。
赛季结束后，谢鹏飞回归杭州绿城并被新任主教练冈田武史提升到一队征战2012年中国足球超级联赛。4月22日，谢鹏飞在联赛第七轮杭州绿城客场0比2不敌天津泰达的比赛首发登场，第一次代表绿城出场，但他在比赛第35分钟即被巴力替换下场。6月26日，谢鹏飞在2012年中国足协杯第三轮打进在杭州绿城的第一个进球，帮助球队3比0淘汰中甲球队上海特莱士，晋级下一轮。

## 国家队生涯
2010年3月，谢鹏飞首次入选中国国少队。 2011年5月，他首次入选宿茂臻挂帅的中国国青队集训名单以备战2011年土伦杯。 随后他又参加了2011年潍坊杯，并入选国青队参加当年10月底至11月初进行的2012年亞足聯U19青年錦標賽資格賽名单。但在资格赛中，他仅在首场对阵印度尼西亚的比赛第90分钟和最后一场对阵澳大利亚的比赛第68分钟替补出场，最终跟随国青队以小组第二的成绩晋级。